# 金文洙
金 文洙（キム・ムンス、韓国語: 김문수、1951年8月27日 - ）は、韓国の政治家、労働運動家。国民の力・第21代大統領選挙候補。
国会議員（3期）、京畿道知事（第32・33代）、雇用労働部長官（第10代）、セヌリ党保守革新委員会委員長、自由統一党代表、自由共和党共同代表を歴任した。

## 来歴
慶尚北道永川郡（現：永川市）生まれ、軍事独裁政権時代の70年代～80年代にかけ労働運動家として労働運動に携わった。民主化後の1990年に本格的革新政党として結成された民衆党に参加し、第14代総選挙で全国区から出馬するも落選。
その後、1994年に大統領であった金泳三の勧誘を受け民主自由党に参加した。第15代総選挙で初当選して政界入りした後、2006年の京畿道知事選挙へ立候補して当選、第4代民選知事となった。
2012年、第18代大統領選挙における候補の一人と目され、4月22日に出馬を表明し、7月12日にセヌリ党の大統領候補予備選挙に立候補したが、党員・一般国民による投票と世論調査による党内選挙の結果、当初から有力視されていた朴槿恵に大差で敗れた。
2014年1月14日、6月に行われる第6回全国同時地方選挙の一つとして行われる京畿道知事選挙には出馬しない意思を明らかにした上で、「京畿道も重要だが、国家的な事案である統一や経済活性化などに関心があり、他の事も懸命にやりたい」と第19代大統領選挙への出馬意欲を示した。
知事退任後の9月18日、セヌリ党の党内改革を推進する保守革新委員会の委員長に就任した。
2016年4月13日に行われた第20代総選挙で大邱市寿城区甲選挙区から立候補したが、得票率37.7%にとどまり、共に民主党の金富謙（得票率62.3％）に大差で敗れて落選した。
2018年6月13日に行われた第7回全国同時地方選挙のソウル特別市長選挙に立候補したが、得票率23.3％にとどまり、共に民主党の現職市長・朴元淳（得票率52.7%）にダブルスコアの大差をつけられて惨敗した。
2019年に入ってから太極旗集会（朴槿恵の弾劾無効と崔順実ゲート事件の冤罪を主張する集会）に積極的に参加するようになり、曹国の法務部長官就任を巡って国論が分裂した際には就任に抗議する意味合いで剃髪をした。
2020年1月31日に自由統一党を創立して党代表に就任すると、直後の2月20日に太極旗集会の主宰者であるウリ共和党と統合することで合意し、3月3日の自由共和党発足に際して趙源震と共同代表に就任した。しかし、趙と総選挙戦略に対する異見があるため、間もなく再び離れ、以降は脱北者の人権増進活動および文在寅政権に反対する保守性向の市民団体で活動している。
2022年9月30日、尹錫悦政権の経済社会労働委員会委員長に就任した。ただし、元労働運動家であるにもかかわらず、労働運動界は金が政治家時代に反労働運動的な言辞をしたとして、任命に反対した。
2024年7月31日、大統領の尹錫悦により雇用労働部長官に指名され、8月29日に正式に任命された。
2025年4月9日、尹の罷免に伴い同年6月3日に行われる第21代大統領選挙へ立候補することを表明した。5月3日、与党国民の力は党大会で金を大統領選の公認候補に選出した。しかし、同月10日に国民の力は金の公認を取り消し、無所属で出馬表明した前国務総理の韓悳洙を入党させ新たに候補に登録したと発表した。同日、金は記者会見で「正当に選出された候補資格を剝奪した政治クーデターだ」と党執行部を非難し「不法な候補交代に法的、政治的措置を直ちに取る」と表明した。公認取り消しの効力停止を求める仮処分を同日、裁判所に申し立てた。同日、国民の力は候補交代の賛否を問う党員投票を実施し、反対多数で否決された。国民の力・非常対策委員長の権寧世は、保守系候補の早期一本化に難色を示した金を強引に引き降ろそうとし、失敗した責任を取って辞任すると表明した。こうして金文洙が大統領選挙に立候補したものの、得票率は41.15％にとどまり、49.42％を得票した共に民主党公認候補の李在明に敗れた。

## 人物・主張
本貫は慶州金氏。
- 2004年以降、朝鮮民主主義人民共和国における人権問題に対して消極的な対応を採っていた韓国政府の対応を批判し、北朝鮮住民人権法を提案するなど、北朝鮮住民の人権を擁護し、守る活動に取り組んでいる[24]。
- 日本統治時代の朝鮮の国民の国籍は「日本」だと主張している。2024年8月の雇用労働部長官の聴聞会でも話題になり、一部の野党議員は「憲法前文を否定する」と抗議した。他には済州四・三事件を「南労党暴動」と表現したこともある[25]。

## 年譜
- 1970年 - ソウル大学校商科大学経営学科入学。
- 1971年10月15日 - 不正腐敗清算全国学生デモで除籍。
- 1971年～1972年 - 本籍地で農民運動に携わる。
- 1974年3月 - 清渓川被服工場で裁断補助工として勤務
- 1974年4月 - 民青学連事件関連で除籍
- 1977年 － 環境管理技師2級と安全管理技師2級の国家資格を取得
- 1976年6月～1980年9月 - 全国金属労働組合、ハンイルドルコ労組委員長
- 1980年2月～3月 - 南営洞対共分室に連行され、拷問を受けた。その後西大門刑務所に収監されたが、起訴猶予で釈放される。釈放後、ハンイルドルコに復職。
- 1981年9月 - 結婚
- 1984年1月 - 韓国労働者福祉協議会副委員長
- 1985年2月 - 全泰壱記念事業会事務局長
- 1986年5月 - 仁川5・3直選制改憲闘争で拘束（2年6ヶ月服役）
- 1990年
  - 9月 - 民衆党九老甲地区党委員長
  - 11月10日 - 民衆党労働委員長
- 1992年
  - 3月 - 国会議員選挙に民衆党全国区候補（名簿順位3位）として出馬するも落選。
  - 10月 - 労働人権会館所長（～1994年6月）
- 1993年 - 韓国労働研究院、現代自動車労使関係診断チーム長
- 1994年
  - 2月 - 労働部行政規制緩和委員会の委員（～1996年4月）
  - 6月 - 労働人権会館理事（～現在）
  - 8月27日 - ソウル大学経営学科を25年ぶりに卒業
- 1996年 - 第15代国会議員総選挙、新韓国党の公薦で富川市素砂区から出馬し、初当選した。以後、16代、17代の国会議員を歴任した。
- 2006年 - 第4回全国同時地方選挙、京畿道知事選挙に出馬し、当選した。民選4期道知事（2006年～2010年）。
- 2010年 - 第5回全国同時地方選挙、京畿道知事選挙に出馬、野党統一候補として出馬した柳時敏（国民参与党）候補を破って再選を果たす。民選5期道知事（2010年～2014年）。
- 2012年
  - 4月22日：12月に予定されている大統領選挙への出馬を表明。
  - 8月20日：セヌリ党の大統領候補党内選挙で朴槿恵に敗北。
- 2014年
  - 9月：セヌリ党保守革新委員会委員長
- 2016年
  - 4月13日に行われた第20代総選挙で大邱市寿城区甲選挙区から立候補したが、共に民主党の金富謙に大差で敗れて落選
- 2018年
  - 6月13日に行われた第7回全国同時地方選挙のソウル特別市長選挙に立候補したが、共に民主党の現職市長・朴元淳にダブルスコアの大差をつけられて惨敗した。
- 2024年
  - 8月30日：雇用労働部長官（～2025年4月8日）

出所：프로필（プロフィール）

## 選挙歴
| 当落 | 選挙               | 執行日        | 年齢 | 選挙区             | 政党       | 得票数       | 得票率 | 定数 | 得票順位 /候補者数 | 政党内比例順位 /政党当選者数 |
| ---- | ------------------ | ------------- | ---- | ------------------ | ---------- | ------------ | ------ | ---- | ------------------ | ---------------------------- |
| 落   | 第14代総選挙       | 1992年3月24日 | 40   | 全国区             | 民衆党     | ーー票       | ーー   | 62   | /                  | 3/0                          |
| 当   | 第15代総選挙       | 1996年4月11日 | 44   | 富川市素砂区選挙区 | 新韓国党   | 3万3446票    | 39.19% | 1    | 1/5                | /                            |
| 当   | 第16代総選挙       | 2000年4月13日 | 48   | 富川市素砂区選挙区 | ハンナラ党 | 4万7101票    | 61.62% | 1    | 1/3                | /                            |
| 当   | 第17代総選挙       | 2004年4月15日 | 52   | 富川市素砂区選挙区 | ハンナラ党 | 5万418票     | 52.94% | 1    | 1/3                | /                            |
| 当   | 京畿道知事選挙     | 2006年5月31日 | 54   |                    | ハンナラ党 | 218万1677票  | 59.68% | 1    | 1/4                | /                            |
| 当   | 京畿道知事選挙     | 2010年6月2日  | 58   |                    | ハンナラ党 | 227万1492票  | 52.20% | 1    | 1/2                | /                            |
| 落   | 第20代総選挙       | 2016年4月13日 | 64   | 寿城区甲選挙区     | セヌリ党   | 5万1375票    | 37.69% | 1    | 2/2                | /                            |
| 落   | ソウル特別市長選挙 | 2018年6月13日 | 66   |                    | 自由韓国党 | 115万8487票  | 23.34% | 1    | 2/9                | /                            |
| 落   | 第21代大統領選挙   | 2025年6月3日  | 73   |                    | 国民の力   | 1439万5639票 | 41.15% | 1    | 2/5                | /                            |

## エピソード
2011年8月、京畿道知事として大韓送油管公社乙支演習の対テロ訓練に参加した際、ライフル銃の照準器を見ながら取った射撃姿勢は未熟練者に見えるため、ネット上で話題となった。実際に金は過去に中耳炎により、兵役免除の判定を受けた。